# Tabanus unisignatus
Tabanus unisignatus är en tvåvingeart som beskrevs av Szilady 1926. Tabanus unisignatus ingår i släktet Tabanus och familjen bromsar. Inga underarter finns listade i Catalogue of Life.